# Joshua Tasche
Joshua Monsel Tasche (* 8. September 1995 in Nauen) ist ein deutscher Bobsportler, ehemaliger Leichtathlet und Rugby-Union-Spieler.

## Sportliche Laufbahn
Joshua Tasche war in mehreren Sportarten aktiv, bevor er mit 25 Jahren zum Bobsport wechselte. Mit vier Jahren begann er mit dem Fußballspielen und war bis zum Alter von 16 Jahren in den beiden Vereinen des SV Falkensee Finkenkrug und dem SC Staaken Berlin aktiv.
Mit 17 Jahren wechselte Tasche zur Leichtathletik und war Sprinter beim TSV Falkensee, dem VFV Spandau und dem SCC Berlin. Er wurde U20-Meister in Berlin-Brandenburg über 4-mal 100 Meter sowie U20-Vizemeister über 60, 100 und 200 Meter (ebenfalls in Berlin-Brandenburg).
Im Alter von 20 Jahren entschied sich Tasche zu einem Wechsel in den Rugby-Sport. Von 2016 bis 2020 spielte er in der Rugby-Bundesliga und war in diesem Zeitraum auch Bundeskaderathlet der Siebener-Rugby-Nationalmannschaft. 2017 erreichte seine Mannschaft den fünften Platz bei den Europameisterschaften in Exeter (GBR). Im Jahr 2019 war er für drei Monate von Januar bis April in der Stellenbosch Academy of Sport (SAS) in Südafrika. 2020 gab Tasche schließlich sein Debüt in der Rugby-Union-Nationalmannschaft.
Im Jahr 2021 wurde Tasche Teil der deutschen Bobnationalmannschaft. Der Kontakt wurde in erster Linie über Teammitglieder von Johannes Lochner hergestellt, unter anderem Anschieber Marc Rademacher.
In der Saison 2021/22 betritt er seine ersten Fahrten im Europacup im Viererbob in der Mannschaft von Pilot Jonas Jannusch. 2022/23 war er in fünf Europacup-Rennen im Vierer am Start, das beste Ergebnis war der erste Platz in Lillehammer (NOR) mit Pilot Maximilian Illmann. In dieser Saison bestritt Tasche auch seine ersten Weltcup-Rennen. In Innsbruck-Igls (AUT) wurde er im Viererbob von Johannes Lochner Dritter, in Sigulda im Zweierbob von Maximilian Illmann ebenfalls Dritter.
Seine ersten Weltmeisterschaften schloss er 2023 in St. Moritz mit dem vierten Platz im Viererbob ab, zusammen mit Johannes Lochner, Kevin Korona und Erec Bruckert.
Seit der Saison 2023/24 ist Tasche in der Mannschaft von Johannes Lochner als Anschieber im Weltcup unterwegs. Beim Saisonauftakt in Peking (CHN) gewann er mit Lochner, Bauer und Fleischhauer den ersten Viererbob-Weltcup, in Innsbruck-Igls (AUT) wurde das Team Zweiter – und zugleich Vizeeuropameister, denn das Rennen wurde im Race-in-Race-Modus als EM gewertet.

## Beruflicher Werdegang
Tasche machte im Jahr 2021 seinen Uni-Abschluss als Bachelor of Science in Sportwissenschaften an der Universität Heidelberg. Neben dem Leistungssport ist er als Athletiktrainer für die Torhüter im Nachwuchsleistungszentrum Eintracht Frankfurt tätig.

## Privates
Tasche ist der Sohn von Christine Tasche und dem Jamaikaner Jeffeth Ellis. Aufgewachsen ist er mit seiner Familie in Falkensee, von 2016 bis 2021 lebte er in Heidelberg. Seit 2022 wohnt Tasche in Frankfurt am Main. Seine Freundin heißt Morgane Pigeyre.

## Sportliche Erfolge

### 2013–2016: Leichtathletik
- U20-Meister Berlin-Brandenburg 4 × 100 Meter
- U20-Vizemeister Berlin-Brandenburg (60, 100 und 200 Meter)

### 2016–2020: Rugby
- 2017: 5. Platz Europameisterschaften
- 2020: Debüt Rugby-Union-Nationalmannschaft

### 2021–heute: Bob

#### Weltmeisterschaften
- 2023: 4. Platz – St. Moritz (SUI) – Viererbob

#### Europameisterschaften
- 2023/2024: 2. Platz – Innsbruck-Igls (AUT) – Viererbob

#### Weltcup
- 2023/2024: 2. Platz – Innsbruck-Igls (AUT) – Viererbob
- 2023/2024: 1. Platz – Peking (CHN) – Viererbob
- 2022/2023: 3. Platz – Sigulda (LAT) – Zweierbob
- 2022/2023: 3. Platz – Innsbruck-Igls (AUT) – Viererbob
- 2023/2024: 2. Platz – Lake Placid (USA) – Zweierbob
- 2023/2024: 2. Platz – Lake Placid (USA) – Viererbob

#### Europacup
- 2021/2022: 5. Platz – Winterberg (GER) – Viererbob
- 2021/2022: 5. Platz – Winterberg (GER) – Viererbob
- 2021/2022: 2. Platz – Altenberg (GER) – Viererbob
- 2021/2022: 3. Platz – Sigulda (LAT) – Zweierbob
- 2022/2023: 4. Platz – Innsbruck-Igls (AUT) – Viererbob
- 2022/2023: 4. Platz – Innsbruck-Igls (AUT) – Viererbob
- 2022/2023: 2. Platz – Altenberg (GER) – Viererbob
- 2022/2023: 4. Platz – Altenberg (GER) – Viererbob
- 2022/2023: 1. Platz – Lillehammer (NOR) – Viererbob